# Omar Mouhli
Omar Mouhli (in arabo عمر موهلي‎?; La Goletta, 19 marzo 1986) è un cestista tunisino.

## Carriera
Con la Tunisia ha disputato i Campionati mondiali del 2019 e tre edizioni dei Campionati africani (2007, 2013, 2017).